# هيذر توم
هيذر ماري توم (بالإنجليزية: Heather Tom)‏ (ولدت في 4 نوفمبر 1975 في هينديل، إلينوي) ممثلة أمريكية اشتهرت بعملها التلفزيوني في مسلسلات أوبرا الصابون مختلف، من أدوارها المعروفة شخصية فيكتوريا نيومان في مسلسل ذا يونغ آند ذا ريستلس،  دور كيلي كرامر في مسلسل حياة واحدة للعيش، ومنذ عام 2007، كاتي لوغان في مسلسل
جريئة و جميلة

## حياتها
ممثلة أمريكية ولدت 4 نوفمبر 1975 في هينسدل، إلينويذات اسرة الفنية شقيقة الأكبر سنا من الممثل ديفيد توم والممثلة نيكول توم

## مسيرتها المهنية
بدات حياتة الفنية عام 1989 لمعت بطلة مسلسل «الجريء والجميلة»، الذي بدأ عرضه في العام 1987 حصلت بجائزة إيمي للبرامج النهارية عن فئة «أفضل ممثلة بدور ثانوي» في حفل أقيم في مدينة لوس أنجلوس الأميركية.

## روابط خارجية
- هيذر توم على موقع IMDb (الإنجليزية)
- هيذر توم على موقع ألو سيني (الفرنسية)
- هيذر توم على موقع أول موفي (الإنجليزية)
- هيذر توم على موقع قاعدة بيانات برودواي على الإنترنت (الإنجليزية)
- هيذر توم على موقع قاعدة بيانات الأفلام السويدية (السويدية)
- هيذر توم على موقع إن إن دي بي (الإنجليزية)
- هيذر توم على موقع قاعدة بيانات الفيلم (الإنجليزية)
- هيذر توم على موقع كينوبويسك (الروسية)